# Puktjärnen, Värmland
Puktjärnen är en sjö i Storfors kommun i Värmland och ingår i Göta älvs huvudavrinningsområde.